# Be My Baby
«Be My Baby» — песня группы Ronettes.
В 1999 году сингл группы Ronettes с этой песней (1963 год) был принят в Зал славы премии «Грэмми».
В 2004 году журнал Rolling Stone поместил песню «Be My Baby» в исполнении Ronettes на 22 место своего списка «500 величайших песен всех времён». В списке 2011 года песня также находится на 22 месте.
А в 2014 году британский музыкальный журнал New Musical Express поместил «Be My Baby» в исполнении группы Ronettes на 9 место уже своего списка «500 величайших песен всех времён».
Кроме того, песня «Be My Baby» в исполнении группы Ronettes входит в составленный Залом славы рок-н-ролла список 500 Songs That Shaped Rock and Roll.
Также эта песня, в частности, вошла (опять же в оригинальном исполнении Ronettes) в составленный журналом «Тайм» в 2011 году список All-TIME 100 Songs (список ста лучших песен с момента основания в 1923 году журнала «Тайм»).